# 蔡竹林
蔡竹林（1937年—），男，浙江平阳人，中华人民共和国政治人物，曾任中共宁夏回族自治区党委常委，中共青海省委常委、副书记，青海省人民政府副省长，中共陕西省委副书记，陕西省政协副主席。